# Holbrookia propinqua
Espèce
Statut de conservation UICN

 LC  : Préoccupation mineure
Holbrookia propinqua est une espèce de sauriens de la famille des Phrynosomatidae.

## Répartition
Cette espèce se rencontre :
- aux États-Unis, dans le sud du Texas ;
- dans le nord du Mexique, dans le nord de l’État de Veracruz et dans l'est de l’État de Tamaulipas.

## Description
Ce lézard est terrestre et ovipare, les femelles enterrant leurs œufs. Il vit principalement dans des zones sablonneuses, que ce soit près des côtes ou dans des zones arides.

## Liste des sous-espèces
Selon The Reptile Database (18 février 2013) :
- Holbrookia propinqua piperata Smith & Burger, 1950
- Holbrookia propinqua propinqua Baird & Girard, 1852
- Holbrookia propinqua stonei Harper, 1932

## Publications originales
- Baird & Girard, 1852 : Characteristics of some new reptiles in the Museum of the Smithsonian Institution, part 2. Proceedings of the Academy of Natural Sciences of Philadelphia, vol. 6, p. 125-129 (texte intégral).
- Smith & Burger, 1950 "1949" : Herpetological results of the University of Illinois field expedition, Spring 1949. Transactions of the Kansas Academy of Sciences vol. 53, no 2, p. 165-175.
- Harper, 1932 : A new Texas subspecies of the lizard genus Holbrookia. Proceedings of the Biological Society of Washington, vol. 45, p. 15-18 (texte intégral).